# Ozero Jama
Ozero Jama (englische Transkription von russisch Озеро Яма Osero Jama, deutsch ‚Grubensee‘) ist ein See auf dem Mawson Escarpment im ostantarktischen Mac-Robertson-Land. Er liegt unmittelbar südlich des Morgan-Gletschers im Zentrum der McIntyre Bluffs.
Russische Wissenschaftler nahmen seine Benennung vor.